# كين روبرسون
كين روبرسون (بالإنجليزية: Ken Roberson)‏ هو مصمم رقص أمريكي، ولد في 1956 في طومسون في الولايات المتحدة.

## وصلات خارجية
- كين روبرسون على موقع قاعدة بيانات برودواي على الإنترنت (الإنجليزية)